# آلفين أولين كينغ
آلفين أولين كينغ هو محامي وسياسي أمريكي، ولد في 21 يونيو 1890 في ليوتي في الولايات المتحدة، وتوفي في 21 فبراير 1958 في ليك تشارلز في الولايات المتحدة. نشط حزبياً في الحزب الديمقراطي. وقد انتخب حاكم لويزيانا ‏ (25 يناير 1932 – 10 مايو 1932) وانتخب عضو مجلس ولاية لويزيانا ‏.